# York Region Shooters
El York Region Shooters, también conocido como Vaughan Italia Shooters, es un equipo de fútbol canadiense, fundado en 1998 y miembro de la Canadian Soccer League, la mayor división de Canadá.
El equipo se anotó inicialmente en la liga como Glen Shields, en 1998, pero cambió su nombre a los Glen Shields Sun Devils al año siguiente. No obstante, en 2002 nuevamente cambió su nombre a Vaughan Sun Devils. Luego, en 2003, se fusionaron con los York Region Shooters, para convertirse en Vaughan Shooters, ya en 2004. Con la creación de la International Division, y para celebrar los antecedentes italianos, el club cambió su nombre de nuevo, a Italia Shooters en 2006 y finalmente en el 2010 adoptaron el nombre de York Region Shooters.
El equipo disputa sus partidos de local en el St. Joan of Arc Turf Field, en la ciudad de Maple (Ontario), a alrededor de 20 kilómetros de Toronto. Los colores del club son azul y blanco, siguiendo los patrones de los colores de la Selección de fútbol de Italia.

## Plantilla Actual
- Actualizado al 2 de mayo de 2009.

### Exjugadores importantes
- Jason De Thomasis
- Fitzroy Christey
- Matthew Palleschi
- Rick Titus
- Atiba Hutchinson
- Francesco Vescio

- Camilo Benzi

## Palmarés
- Campeón de la división Este (1): 2005
- Campeón de la división Internacional (1): 2008
- Campeón de la Canadian Soccer League (3): (2006, 2014, 2017)
- Campeón de la Canadian Soccer League Segunda División (1): (2016)

### Historia en liga
| Año  | Nombre del momento      | División | Liga | Temporada regular | Playoffs         |
| ---- | ----------------------- | -------- | ---- | ----------------- | ---------------- |
| 1998 | Glen Shields            | "1"      | CPSL | 3°                | Semifinal        |
| 1999 | Glen Shields Sun Devils | "1"      | CPSL | 3°                | Semifinal        |
| 2000 | Glen Shields Sun Devils | "1"      | CPSL | 4°                | Semifinal        |
| 2001 | Glen Shields Sun Devils | "1"      | CPSL | 7°                | No Clasificó     |
| 2002 | Glen Shields Sun Devils | "1"      | CPSL | 6°, Este          | No Clasificó     |
| 2003 | Vaughan Sun Devils      | "1"      | CPSL | 3°, Este          | Final            |
| 2004 | Vaughan Shooters        | "1"      | CPSL | 3°, Este          | Final            |
| 2005 | Vaughan Shooters        | "1"      | CPSL | 1°, Este          | Final            |
| 2006 | Italia Shooters         | "1"      | CSL  | 3°, Internacional | Campeón          |
| 2007 | Italia Shooters         | "1"      | CSL  | 2°, Internacional | Cuartos de final |
| 2008 | Italia Shooters         | "1"      | CSL  | 1°, Internacional | Semifinal        |

### Premios al club/entrenadores/jugadores
| Año  | Premio al club                        | Jugador                         | Premio al jugador                                               |
| ---- | ------------------------------------- | ------------------------------- | --------------------------------------------------------------- |
| 1998 | Ninguno                               | Ninguno                         | Ninguno                                                         |
| 1999 | Ninguno                               | Ninguno                         | Ninguno                                                         |
| 2000 | Ninguno                               | Ninguno                         | Ninguno                                                         |
| 2001 | Ninguno                               | Ninguno                         | Ninguno                                                         |
| 2002 | Ninguno                               | Ninguno                         | Ninguno                                                         |
| 2003 | Segundos en la Rogers Cup de la CPSL  | Ninguno                         | Ninguno                                                         |
| 2004 | Segundos en la Rogers Cup de la CPSL  | Ninguno                         | Ninguno                                                         |
| 2005 | Segundos en la Rogers Cup de la CPSL  | Desi Humphrey, Tony De Thomasis | Mejor jugador de la CPSL, premiado por el presidente de la CPSL |
| 2006 | Campeones en la Rogres Cup de la CPSL | Tony De Thomasis                | Entrenador del año de la CSL                                    |
| 2007 | Ninguno                               | Ninguno                         | Ninguno                                                         |
| 2008 | Ninguno                               | Ninguno                         | Ninguno                                                         |

## Historial de entrenadores
| Año       | Entrenador       |
| --------- | ---------------- |
| 1998–1999 | Ron Harrison     |
| 1999–2004 | Dave Benning     |
| 2004      | Sam Mederios     |
| 2005–2006 | Carmine Isacco   |
| 2006–2007 | Tony De Thomasis |
| 2008      | Carmine Isacco   |
| 2009      | Roberto Pugliese |
| 2010–2011 | Filipe Bento     |
| 2011      | Brian Bowes      |
| 2012–2013 | John Pacione     |
| 2014      | Darryl Gomez     |
| 2015–     | Tony De Thomasis |

## Estadios donde fue local
| Año/s     | Estadio                    | Ubicación                  |
| --------- | -------------------------- | -------------------------- |
| 1998-2004 | Dufferin District Field    | Thornhill, Ontario, Canadá |
| 2004      | St. Joan Of Arc Turf Field | Maple, Ontario, Canadá     |